# Rhithrogena degrangei
Rhithrogena degrangei is een haft uit de familie Heptageniidae. De wetenschappelijke naam van de soort is voor het eerst geldig gepubliceerd in 1969 door Sowa.
De soort komt voor in het Palearctisch gebied.